# Стабилитрон со скрытой структурой
Стабилитрон со скрытой структурой (ССС, англ. buried zener) — интегральный кремниевый стабилитрон, в котором, в отличие от обычных стабилитронов, под p-n-переходом создана скрытая область (островок) с высокой концентрацией акцепторных примесей. Благодаря тому, что ток пробоя такого стабилитрона концентрируется не в приповерхностных, а в скрытых слоях, его характеристики стабильны и предсказуемы. Прецизионные интегральные источники опорного напряжения (ИОН) на ССС — наиболее точные и стабильные из всех производимых типов ИОН. Лучшие ИОН на ССС приближаются по совокупности показателей точности к насыщенному термостатированному нормальному элементу Вестона.

## Внутреннее устройство

Поперечный разрез стабилитрона со скрытой структурой. Стрелка — путь тока пробоя стабилитрона. Соотношение вертикального и горизонтального масштаба и толщин слоёв — условное

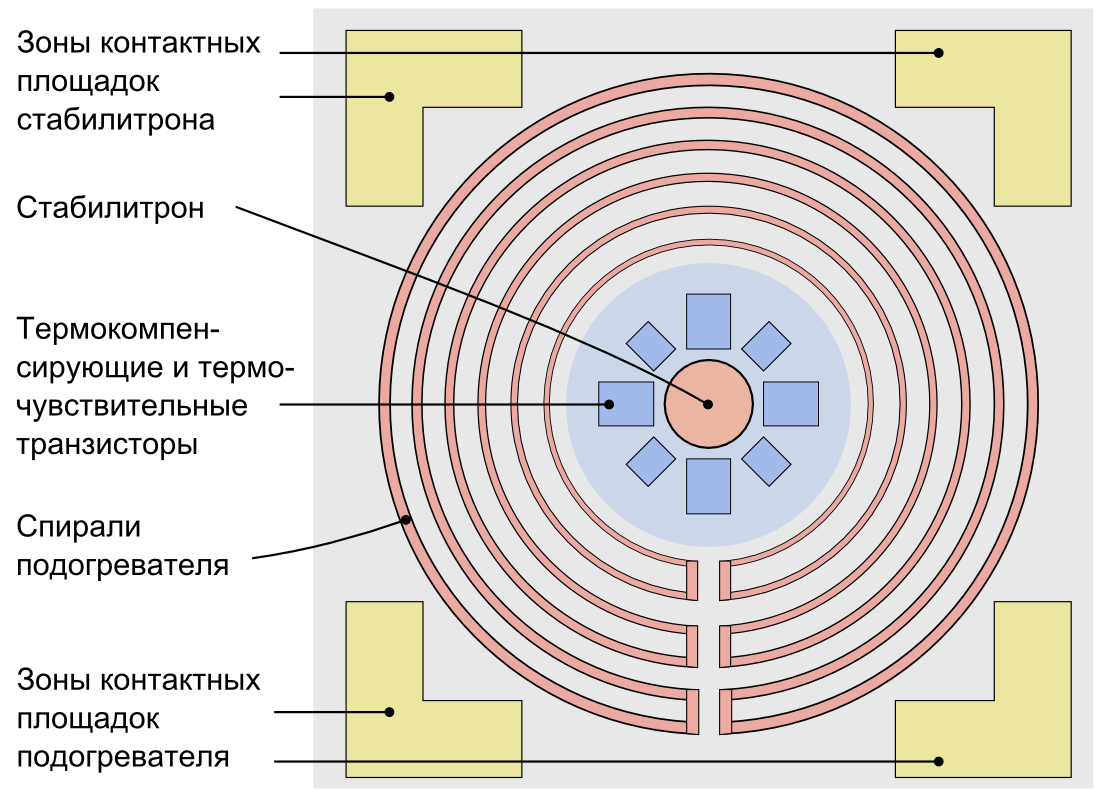
Упрощённая топология прецизионного стабилитрона со скрытой структурой LTZ1000

Обычные, поверхностные, стабилитроны интегральных схем строятся на основе типовых транзисторных структур. Эмиттер npn-транзистора становится катодом стабилитрона, база — анодом. Напряжение пробоя перехода база-эмиттер при типовых концентрациях носителей составляет 6,2 В ±10 %, а температурный коэффициент этого напряжения (ТКН) равен +2,5 мВ/°C. Если последовательно соединить такой стабилитрон с прямо смещённым диодом (таким же переходом база-эмиттер, включенным в противоположном направлении), имеющим ТКН около −2,2 мВ/°C, то ТКН такого термокомпенсированного диода снизится до величины не более 0,5 мВ/°C, или 80 ppm/°C. Недостатки поверхностных стабилитронов — высокий уровень шума и высокий дрейф напряжения — обусловлены тем, что ток стабилитрона сосредоточен в приповерхностном слое кремния. Но там же сосредоточены дефекты кристаллической решётки и посторонние примеси, которые и порождают шум и нестабильность. Для того, чтобы избежать этого, следует загнать ток пробоя вглубь кристалла (в «скрытую структуру»), и не допускать пробоя перехода база-эмиттер в приповерхностном слое.
В основе ССС лежит обычная транзисторная структура, изготовленная по биполярной эпитаксиальной технологии с изоляцией p-n-переходом. Вначале на поверхности монокристаллической пластины с низкой концентрацией акцепторов (p−-тип проводимости) формируются широкие островки n+-типа — будущие скрытые слои коллекторов биполярных транзисторов. Затем на подложке выращивается эпитаксиальный коллекторный слой n−-типа проводимости и проводится глубокая диффузия p-примесей — изоляция p-n-переходом. На этом этапе в центре будущего стабилитрона создаётся островок p+-типа проводимости. Обычный изоляционный слой p+-типа проникает через эпитаксиальный слой насквозь, замыкаясь на p−-слой подложки, но под островком стабилитрона расположен скрытый слой n+-типа, не позволяющий замкнуть прокол.
Затем проводятся стандартные шаги базовой и эмиттерной диффузии и металлизации. Базовый слой p−-типа становится анодом стабилитрона, эмиттерный слой n+-типа — его катодом, а непосредственно под катодом по-прежнему лежит скрытый островок p+-типа. Таким образом, боковые стенки p-n-перехода имеют профиль проводимости p−-n+, а его дно — p+-n+. Напряжение пробоя p+-n+ перехода существенно ниже, чем напряжение пробоя p−-n+-перехода, поэтому весь ток пробоя стабилитрона сосредотачивается на его дне, а приповерхностные участки перехода анод-катод, неизбежно загрязнённые посторонними примесями и неоднородностями, ток не проводят. Именно поэтому, из-за перемещения зоны пробоя вглубь кристалла, стабилитрон со скрытой структурой стабилен, предсказуем, и меньше шумит, чем стабилитрон обычный.
ИОН LTZ1000 на стабилитроне со скрытым слоем имеет характерную концентрическую топологию. В центре кристалла расположен стабилитрон, непосредственно к нему примыкают транзисторы — датчики температуры, а вокруг них «уложена» спираль подогревателя, также выполненная по планарной технологии. При такой конфигурации градиент температуры кристалла направлен от спирали к внешнему краю, а внутри спирали, где и размещён стабилитрон, поддерживается практически однородная температура. Таким образом, стабилитрон защищён от термических «перекосов», увеличивающих нестабильность опорного напряжения.

## История выпуска
Первый дискретный ССС был выпущен в 1974 году. Существовавшие в то время ИОН типа бандгап (первого поколения) и ИОН на обычных стабилитронах вполне удовлетворяли конструкторов стабилизаторов напряжения, но в середине 1970-х годов начался выпуск первых интегральных аналого-цифровых преобразователей, и требования к точности ИОН многократно возросли. В 1976 году National Semiconductor выпустила разработанную Бобом Добкиным LM199 — первый интегральный ССС на 6,95 В. Благодаря встроенному подогревателю с терморегулятором, который поддерживал стабильную температуру кристалла (+90 °C), конструкторы и технологи National добились революционных для своего времени показателей. Температурный коэффициент напряжения (ТКН) серийных LM199 не превышал 1 ppm/°C, а типичный ТКН составлял всего 0,3 ppm/°C при уровне шума в звуковом диапазоне частот не более 7 мкВ скв. LM199 и её аналоги, при всех их достоинствах, были дороги и непригодны для использования в низковольтных и микромощных устройствах. Высокая цена прецизионных ССС определяется длительной заводской электротермотренировкой.
За LM199 последовала экономичная, лишённая терморегулятора LM129, а затем выпуск усовершенствованных схем на ССС начали Analog Devices, Burr-Brown и Linear Technology. Абсолютный рекорд точности серийных ИОН, не побитый и в XXI веке, поставил в 1980-е годы тот же Боб Добкин. Его ИОН LTZ1000, выпущенный на Linear Technology, гарантировал ТКН не более 0,05 ppm/°C при среднесрочном дрейфе не более 2 ppm/месяц и уровне шума в 2 мкВ (от пика до пика). Лучшие показатели точности среди всех твердотельных ИОН, сравнимые с показателями нормального элемента Вестона (долгосрочный дрейф 2 ppm/год и ТКН в 0,1 ppm/°C), декларирует компания Fluke Corporation. Эталоны напряжения Fluke строятся на серийных LTZ1000, отобранных по минимальной нестабильности, при этом термостат поддерживает температуру стабилитрона +50 °C — существенно меньше, чем в типовых решениях на LTZ1000. По утверждению компании, меньшая температура термостабилизации позволяет снизить длительный дрейф в два раза.
Типичные прецизионные ИОН на ССС, восходящие к разработкам 1980-х годов, имеют начальный допуск от 0,01 до 0,05 %, ТКН от 0,05 до 10 ppm/°C и долгосрочный дрейф не более 25 ppm за первые 1000 часов эксплуатации, что удовлетворяет требованиям 14-разрядных измерительных АЦП. В 1980-е и 1990-е годы ни одна конкурирующая технология не могла приблизиться к этим характеристикам. Лучшие усовершенствованные бандгапы по схеме Брокау имели на один-два порядка худшие показатели точности и шума. Однако в начале XXI века на рынок вышли супербандгапы и прецизионные приборы, построенные на фундаментально других принципах: XFET компании Analog Devices и FGA компании Intersil. К 2005 году супербандгапы и ИОН типа FGA приблизились к ССС, превзойдя психологически важный рубеж — ТКН в 1 ppm/°C. Однако по совокупности всех точностных и шумовых параметров стабилитрон со скрытым слоем по прежнему не имеет равных.